# 대한민국 민법 제190조
대한민국 민법 제190조는 목적물반환청구권의 양도에 대한 민법 물권법 조문이다. 1958년 2월 22일 법률 제471호로 제정되어 1960년 1월 1일 시행되었다. 본 조에서 말하는 반환청구권이란 채권적 반환청구권만을 의미하고, 소유물반환청구권은 적용규범의 목적 안에 포함되지 않는다.

## 조문
제190조(목적물반환청구권의 양도) 제삼자가 점유하고 있는 동산에 관한 물권을 양도하는 경우에는 양도인이 그 제삼자에 대한 반환청구권을 양수인에게 양도함으로써 동산을 인도한 것으로 본다.

第190條 (目的物返還請求權의 讓渡)第三者가 占有하고 있는 動産에 關한 物權을 讓渡하는境遇에는 讓渡人이 그 第三者에 對한 返還請求權을 讓受人에게 讓渡함으로써 動産을 引渡한 것으로 본다.

Article 190 (Assignment of Claim for Return of Object)
In a case where real rights to a movable possessed by a third party are assigned, if the assigner assigns to the assignee the claim for return of the movable possessed by the third party, it shall be regarded that the movable has been delivered. 

## 참고 문헌
- 오현수, 일본민법, 진원사, 2014. ISBN 978-89-6346-345-2
- 오세경, 대법전, 법전출판사, 2014 ISBN 978-89-262-1027-7
- 이준현, LOGOS 민법 조문판례집, 미래가치, 2015. ISBN 979-1-155-02086-9

## 같이 보기
- 대한민국 민법 제48조 출연재산의 귀속시기
- 대한민국 민법 제188조